# 源氏外伝
『源氏外伝』（げんじがいでん）とは、江戸時代前期の儒学者である熊沢蕃山による『源氏物語』の注釈書。

## 概要
『源氏物語』の注釈・享受の歴史の中で、唯一の儒学者による『源氏物語』の注釈書である。本書はもとは54帖からなる『源氏物語』全帖にわたるものであったとされるが、現存する写本はすべて中院通茂によって5冊に再編されたとされる系統のものであり、内容は桐壺から藤裏葉までしか含まれていない。延宝年間（1673年から1681年まで）の始め頃の成立とされる。この時代は、萩原広道による『源氏物語評釈』以来行われている『源氏物語』の注釈の歴史の時代区分では『湖月抄』で終わる旧注と『源注拾遺』で始まる新注のちょうど中間の時代にあたり、本書は内容的にも旧注の範囲には収まらない一方で新注の時代に主流となった国学者によるものとも異なるもので、新注の時代になると、本居宣長の『紫文要領』や『源氏物語玉の小櫛』においては、本書の論説は安藤為章の『紫家七論』と共に『湖月抄』以前の旧注に書かれた諸説以上に激しい批判の対象となっている。

## 著者
本書の著者の熊沢蕃山は、儒学者として人々の教化に力を入れ多くの著作を著したため著名な存在ではあったものの、儒学者としては江戸幕府から認められ重用された主流からは外れた立場の人物であった。一般に、日本の儒学者は日本固有の文化を中国のものより低いものとして見ており、中でも『源氏物語』のような男女の愛憎関係を描いたようなものは「好色淫乱の書」とされてまともに取り上げるに値しない蔑視の対象でしかなかった。そのような中で『源氏物語』を愛読したとされる熊沢蕃山は、『源氏物語』を「礼楽及び人情世態を教化するための良書である」として儒学による価値観と日本の伝統文化の融合を図ろうとして本書を著したと考えられている。

## 伝本
本書は奥書の有無と種類によっていくつかの伝本系統に分けることが出来る。本書は早くから写本が数多く作られてそれなりに広まっており、本居宣長は『源氏物語玉の小櫛』において、本書が主張している勧善懲悪説をかなりの量を裂いて批判しているなどしているものの、江戸時代には版本としては刊行されることはなく、明治時代になって国文註釈全書の一冊として初めて活字本として刊行された。初めて活字本として刊行された国文註釈全書が4巻4冊であったこと、及び本書の奥書に「本書はもと15冊であり、それを5冊にまとめ、さらに4冊にされた」と記されていることから4巻4冊が最も一般的な形態であるとされてきたが、現存する写本には1冊本から5冊本までさまざまなものがあり、妹尾好信は、国書総目録、古典籍総合目録、国文学研究資料館マイクロ資料目録、東海大学桃園文庫目録上巻等を元に以下のような現存する写本のリストを作成した上で、「2冊本が最も一般的な形ではないか」としている。
- 1 国会図書館蔵本A 1冊本
- 2 国会図書館蔵本B 2冊本
- 3 国会図書館蔵本C 2冊本
- 4 国立公文書館内閣文庫蔵本A 4冊本
- 5 国立公文書館内閣文庫蔵本B 3冊本 外題『源氏物語抜書』
- 6 国立公文書館内閣文庫蔵本C 2冊本の下巻のみ
- 7 静嘉堂文庫蔵本A 1冊本
- 8 静嘉堂文庫蔵本B 2冊本
- 9 静嘉堂文庫蔵本C 2冊本
- 10 宮内庁書陵部蔵本 3冊本 外題『熊沢先生源語評』
- 11 岡山大学附属図書館池田文庫蔵本 2冊本
- 12 京都大学蔵本A 1冊本
- 13 京都大学谷村文庫蔵本B 2巻2冊本
- 14 筑波大学附属図書館蔵本A 2冊本
- 15 筑波大学附属図書館蔵本B 2冊本
- 16 実践女子大学蔵本
- 17 ノートルダム清心女子大学黒川文庫蔵本 4冊本
- 18 東京大学蔵本A 2冊本
- 19 東京大学蔵本B 2冊本
- 20 東京大学蔵本C 1冊本
- 21 東京大学蔵本D 1冊本
- 22 東北大学蔵本 5巻2冊本
- 23 大阪大学蔵本 5冊本
- 24 秋田県立秋田図書館蔵本 4冊本
- 25 大阪府立中之島図書館石崎文庫蔵本 5冊本
- 26 岡山県立図書館蔵本2冊本
- 27 東京都立中央図書館東京誌料蔵本 2冊本
- 28 宮城県図書館伊達文庫蔵本 2冊本
- 29 岡山市立中央図書館蔵本 2冊本（もと3冊本の中巻を欠くもの）
- 30 刈谷市立図書館村上文庫蔵本 1冊本
- 31 豊橋市立図書館蔵本
- 32 尊経閣文庫蔵本 3冊本 外題『源語評』
- 33 正宗文庫蔵本 2巻5冊本 外題『源語外伝』
- 34 無窮会神習文庫蔵本A 2冊本 外題『源語外伝』
- 35 無窮会神習文庫蔵本B 1冊本
- 36 祐徳稲荷神社蔵本 1冊本
- 37 陽明文庫蔵本 5巻3冊本
- 38 旧彰考館文庫蔵本 2冊本
- 39 延岡内藤家蔵本 3冊本 外題『源語評』
- 40 国文学研究資料館初雁文庫蔵本 2冊本（もと3冊本の中巻を欠くもの）岡山市立中央図書館蔵本の新写本
- 41 新潟大学附属図書館佐野文庫蔵本 2冊本 外題『源語外伝』
- 42 今治市河野美術館蔵本 1冊本
- 43 弘前市立弘前図書館蔵本 1冊本
- 44 黒羽町作新館蔵本 3冊本 外題『源語評』
- 45 酒田市立光丘文庫蔵本 3冊本
- 46 永井義憲蔵本 1冊本
- 47 盛岡市立中央公民館蔵本 1冊本
- 48 佐賀県立図書館鍋島文庫蔵本A 1冊本
- 49 佐賀県立図書館鍋島文庫蔵本B 5冊本
- 50 東海大学図書館桃園文庫蔵本A 2巻2冊
- 51 東海大学図書館桃園文庫蔵本B 2巻1冊
- 52 東海大学図書館桃園文庫蔵本C 2冊
- 53 東海大学図書館桃園文庫蔵本D 2巻2冊 外題『源語外伝』
- 54 東海大学図書館桃園文庫蔵本E 2巻2冊
- 55 東海大学図書館桃園文庫蔵本F 3巻3冊
- 56 稲賀敬二旧蔵本A 2巻2冊
- 57 稲賀敬二旧蔵本B 2冊（もと4冊本の第1冊と第3冊と考えられる）

## 翻刻
- 「源氏外伝・序（熊沢蕃山）」島内景二編『批評集成・源氏物語 第1巻 近世前期篇』ゆまに書房、1999年（平成11年）6月、pp. 173-180。ISBN 9784897146317
序文のみ
- 牛尾弘孝「略注「源氏外伝」-1-序・桐壺」大分大学教育学部編『大分大学教育学部研究紀要』第12巻第1号、大分大学教育学部、1990年（平成2年）3月、pp. 74-59
- 牛尾弘孝「略注「源氏外伝」-2-帚木」大分大学教育学部編『大分大学教育学部研究紀要』第12巻第2号、大分大学教育学部、1990年（平成2年）11月、pp. 242-228
- 牛尾弘孝「略注「源氏外伝」-3-空蝉・夕顔」大分大学教育学部編『大分大学教育学部研究紀要』第13巻第1号、大分大学教育学部、1991年（平成3年）3月、pp. 64-51
- 牛尾弘孝「略注「源氏外伝」-4-若紫・末摘花」大分大学教育学部編『大分大学教育学部研究紀要』第13巻第2号、大分大学教育学部、1991年（平成3年）10月、pp. 254-235
- 牛尾弘孝「略注「源氏外伝」-5-紅葉の賀・花の宴」大分大学教育学部編『大分大学教育学部研究紀要』第14巻第1号、大分大学教育学部、1992年（平成4年）3月、pp. 156-142
- 牛尾弘孝「略注「源氏外伝」-6-葵」大分大学教育学部編『大分大学教育学部研究紀要』第14巻第2号、大分大学教育学部、1992年（平成4年）10月、pp. 400-385
- 牛尾弘孝「略注「源氏外伝」-7-榊」大分大学教育学部編『大分大学教育学部研究紀要』第15巻第1号、大分大学教育学部、1993年（平成5年）3月、pp. 76-65
- 牛尾弘孝「略注「源氏外伝」-8-須磨-1-」大分大学教育学部編『大分大学教育学部研究紀要』第15巻第2号、大分大学教育学部、1993年（平成5年）10月、pp. 420-405
- 牛尾弘孝「略注「源氏外伝」-9-明石-1-」大分大学教育学部編『大分大学教育学部研究紀要』第16巻第1号、大分大学教育学部、1994年（平成6年）3月、pp. 76-61
- 牛尾弘孝・妹尾好信「略注『源氏外伝』(その10)澪標・蓬生・関屋・絵合・松風・薄雲」大分大学教育学部編『大分大学教育学部研究紀要』第20巻第1号、大分大学教育学部、1998年（平成10年）3月、pp. 38-24
- 牛尾弘孝, 妹尾好信「略注『源氏外伝』(その11)乙女・玉鬘・初音・胡蝶・蛍」『大分大学教育福祉科学部研究紀要』第22巻第1号、大分大学教育福祉科学部、2000年4月、148-133頁、ISSN 13450875、NAID 110000083130。
- 牛尾弘孝, 妹尾好信「略注『源氏外伝』(その12)常夏・篝火・野分・行幸・真木柱・梅枝・藤裏葉」『大分大学教育福祉科学部研究紀要』第23巻第1号、大分大学教育福祉科学部、2001年4月、74-63頁、ISSN 13450875、NAID 110000083175。
- 牛尾弘孝, 妹尾好信「略注『源氏外伝』(その13)須磨(2)」『大分大学教育福祉科学部研究紀要』第24巻第1号、大分大学教育福祉科学部、2002年4月、124-110頁、ISSN 13450875、NAID 110000083214。
- 牛尾弘孝, 妹尾好信「略注『源氏外伝』(その14)明石(2)索引」『大分大学教育福祉科学部研究紀要』第24巻第2号、大分大学教育福祉科学部、2002年10月、316-301頁、ISSN 13450875、NAID 110000083229。